# Gaines (Nueva York)
Gaines es un pueblo ubicado en el condado de Orleans en el estado estadounidense de Nueva York. En el año 2000 tenía una población de 3,740 habitantes y una densidad poblacional de 42 personas por km².

## Geografía
Gaines se encuentra ubicado en las coordenadas 43°15′45″N 78°11′28″O / 43.26250, -78.19111.

## Demografía
Según la Oficina del Censo en 2000 los ingresos medios por hogar en la localidad eran de $32,604 y los ingresos medios por familia eran $38,523. Los hombres tenían unos ingresos medios de $30,709 frente a los $21,917 para las mujeres. La renta per cápita para la localidad era de $18,553. Alrededor del 10.3% de la población estaban por debajo del umbral de pobreza.